# Poritidae
Famille
Poritidae est une famille de scléractiniaires (coraux durs).

## Description et caractéristiques
Il s'agit d'une des principales familles de coraux massifs tropicaux, même si certaines espèces peuvent être encroûtantes, laminaires ou ramifiantes. La plupart des espèces actuelles sont hermatypiques. Les corallites peuvent être de taille très variable suivant les genres et espèces, mais sont généralement très compactés, avec peu ou pas de coenosteum. Les cloisons et septes sont poreux.
Cette famille est relativement isolée génétiquement, et consiste en un assemblage hétérogène de genres eux-mêmes assez distants entre eux.

## Liste des genres
| Selon World Register of Marine Species (22 juin 2015) : ... - genre Bernardpora Kitano & Fukami, 2014 — 1 espèce - genre Goniopora de Blainville, 1830 — 27 espèces - genre Porites Link, 1807 — 69 espèces - genre Stylaraea Milne Edwards & Haime, 1851 — 1 espèce | Selon ITIS (22 juin 2015) : - genre Alveopora Blainville, 1830 (placé sous Acroporidae par WoRMS) - genre Goniopora Blainville, 1830 - genre Porites Link, 1807 - genre Stylaraea Milne-Edwards et Haime, 1851 - genre Synarea Verrill, 1864 (placé en synonymie avec Porites par WoRMS) |

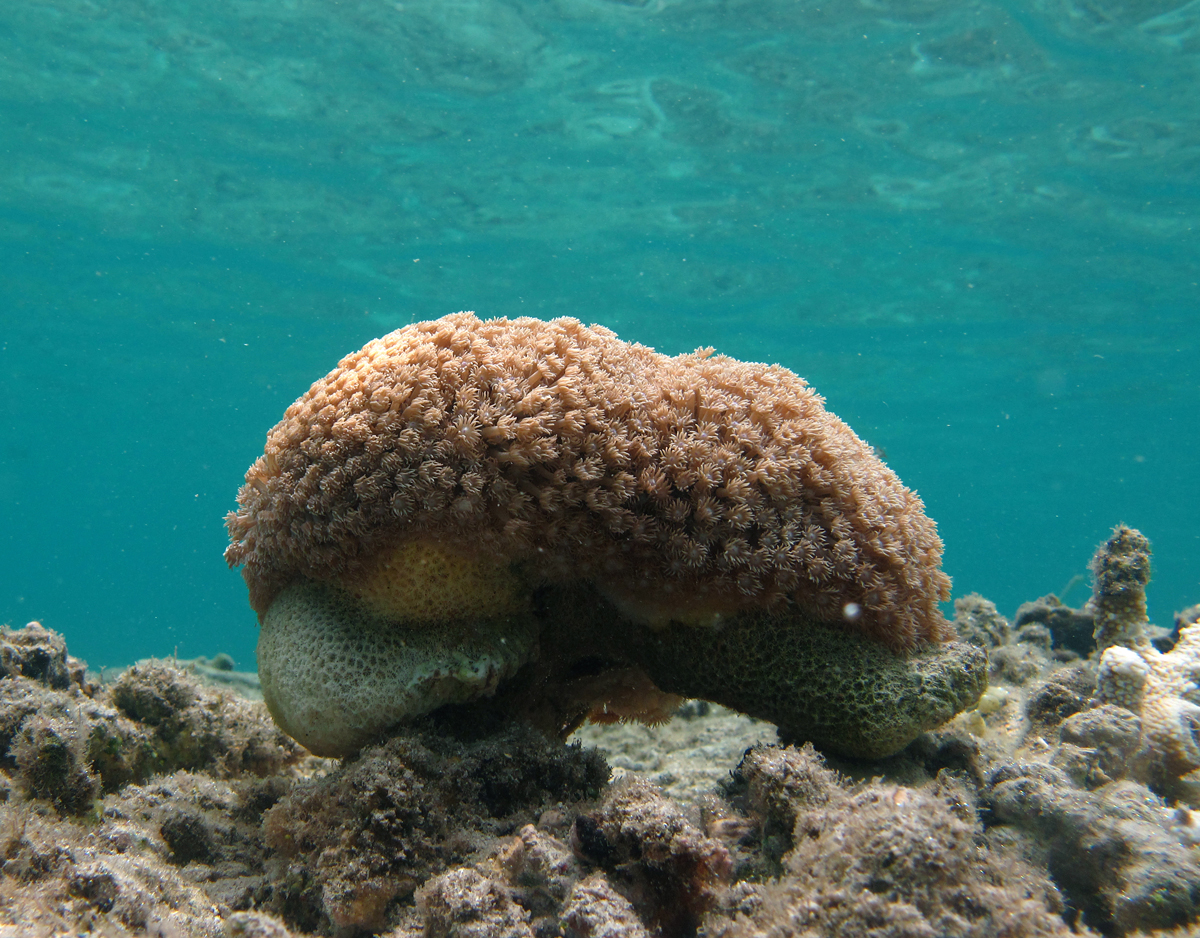
Goniopora sp.
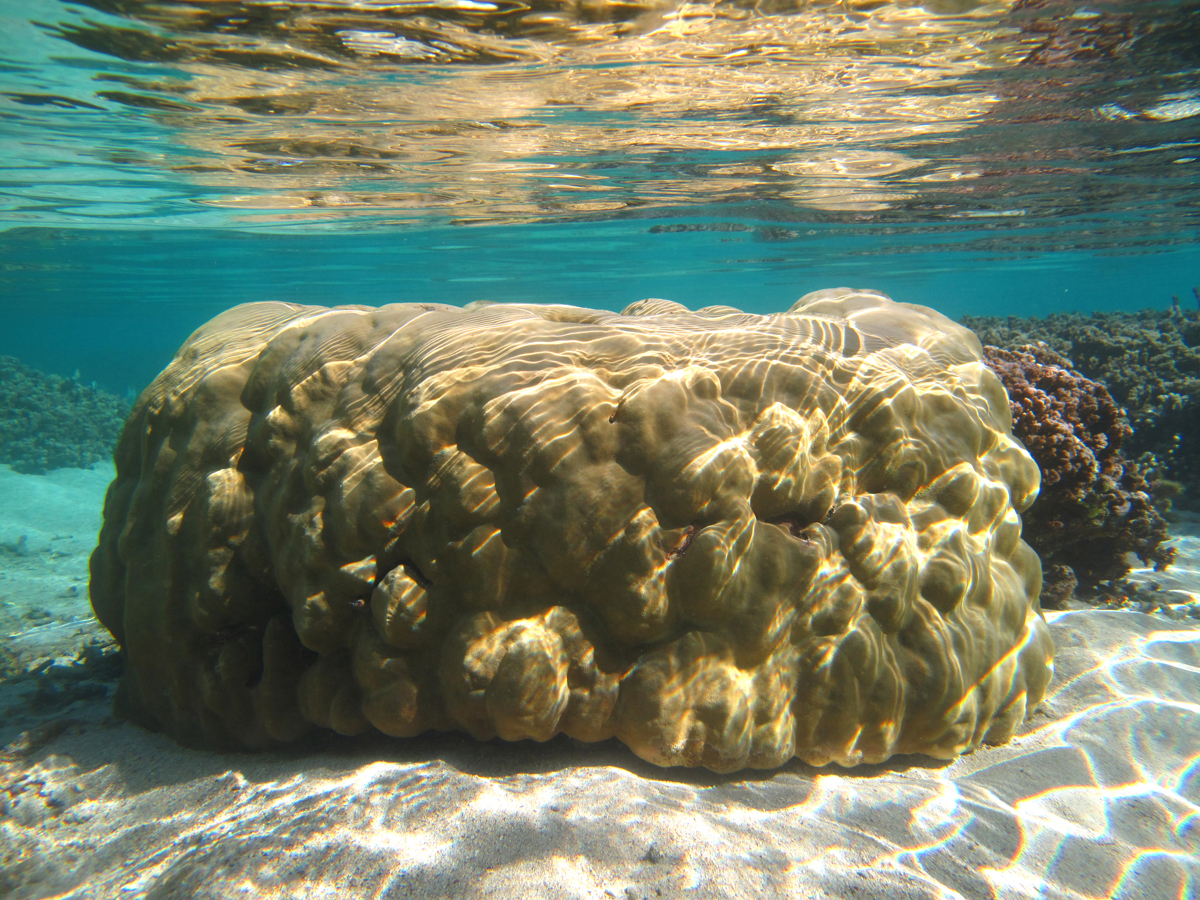
Porites lutea